# Chiesa di San Luca Evangelista alla Querce
La chiesa di San Luca Evangelista alla Querce si trova a Prato.

## Storia e descrizione
Realizzata nel 1968-1969 su progetto di Guido Guasti e Giannino Veronesi, è caratterizzata da articolate pareti e copertura a setti in cemento armato a doppia falda, rivestiti di rame.
Dietro l'altare è un pregevole crocifisso ligneo cinquecentesco, nella navata una Immacolata in legno policromato, del XVIII secolo.

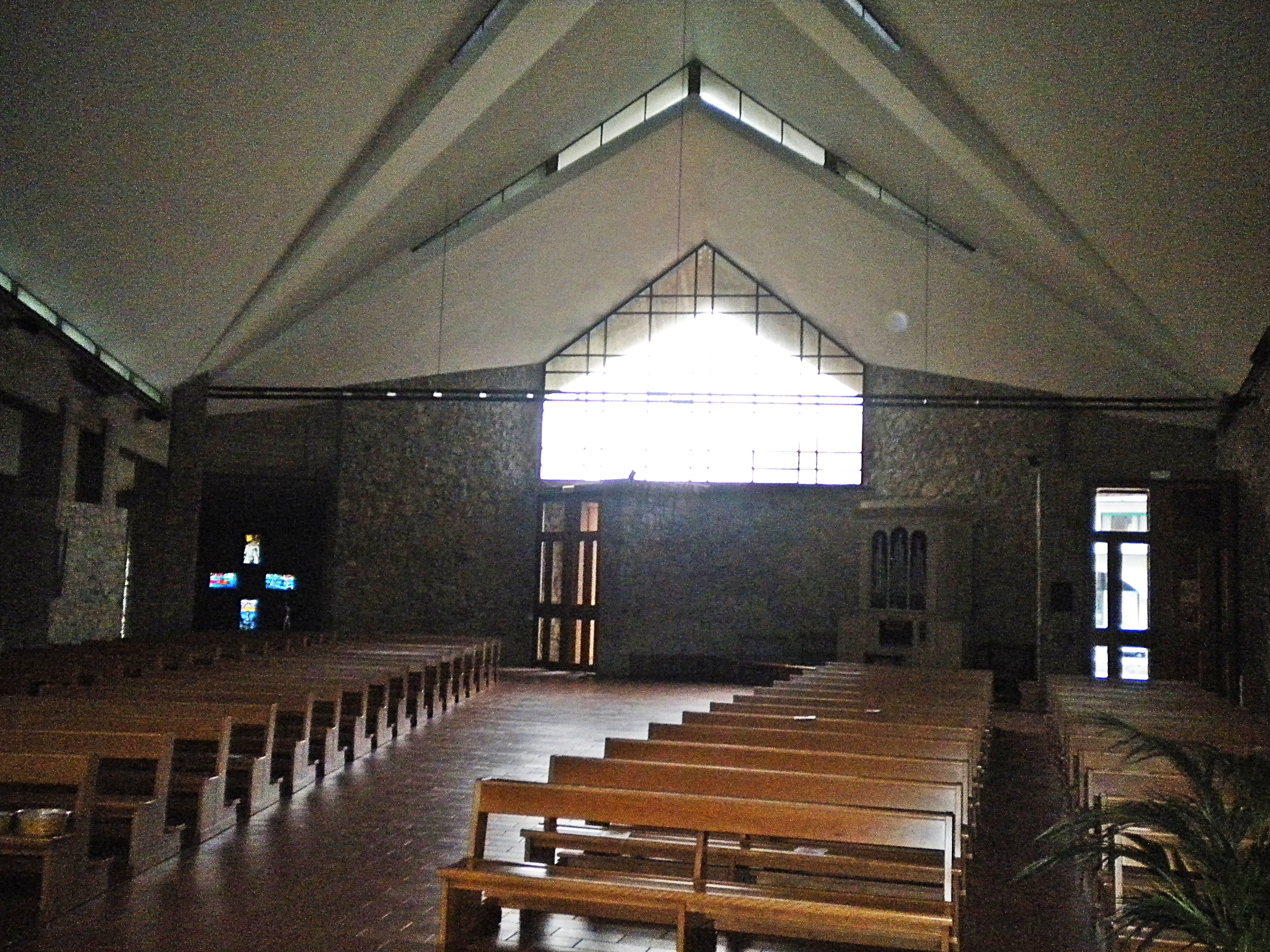
Interno
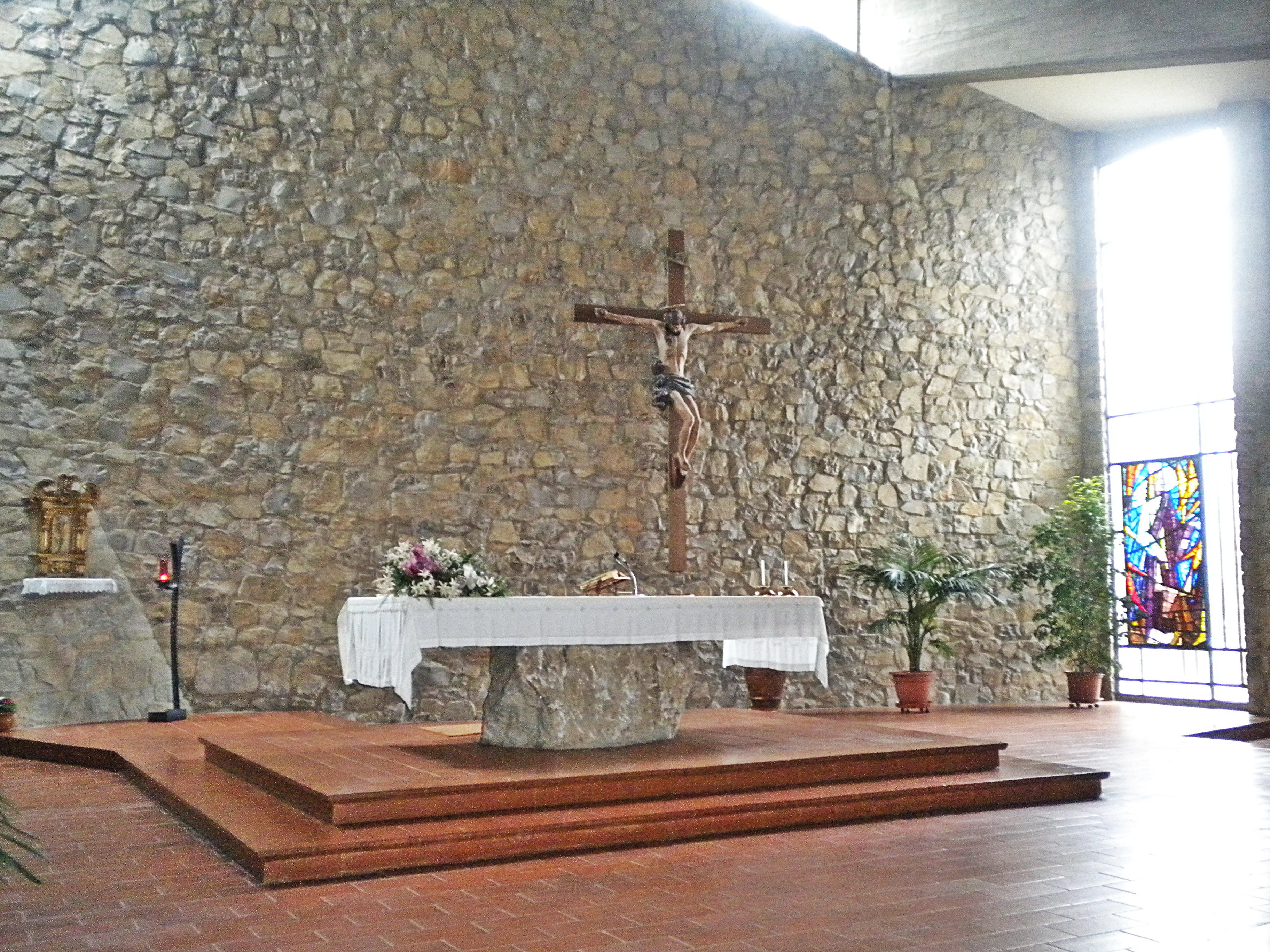
Altare